# 패이배태르
패이배태르(핀란드어: Päivätär pæi̯ʋætær[*])는 핀란드 신화에 나오는 태양의 여신이다. 태양의 은을 가지고 있고, 은실을 자으며 옷을 짠다. 칼레발라에서 처녀들이 패이배태르에게 그의 은 장신구와 옷을 하사해 줄 것을 요청한다. 매우 아름다운 미모의 소유자로 묘사된다.
안나레나 시칼라(Anna-Leena Siikala) 교수는 패이배태르가 생명과 빛을 다스리는 여신이었을 가능성이 있다고 주장한다. 핀란드의 기독교화 기간 동안 패이배태르의 존재는 성모 마리아로 대체되었다.